# Самойлов Юрій Вікторович
Само́йлов Ю́рій Вікторович (1989) — український оперний співак (баритон).

## Життєпис
Народився у Білорусі, однак усе його дитинство та юнацькі роки минули в містечку Південне (Одеська область), яке Самойлов вважає рідним. Мама — економіст, батько — професійний кухар (працював на флоті).
| | \| На сайті Большого театру написано, що я народився у Білорусі, навчався у Київській консерваторії (Національна музична академія імені П.І. Чайковського), потім поїхав працювати за кордон. Але я українець, вважаю себе українцем, я тут виріс, здобув освіту. \| |
| — Юрій Самойлов, інтерв'ю телеканалу «Дождь» | |
| На сайті Большого театру написано, що я народився у Білорусі, навчався у Київській консерваторії (Національна музична академія імені П.І. Чайковського), потім поїхав працювати за кордон. Але я українець, вважаю себе українцем, я тут виріс, здобув освіту. | |

Навчався музиці з педагогом, народних вчителем Тетяною Яценко, у місцевому Палаці культури. Займався як сольно, так і виступав у ансамблі «Перлини», з яким об'їздили багато міст в Україні та за кордоном. У 1999 році побували на «Утренней звезде». У 15 років намагався потрапити на прослуховування до Одеської консерваторії.
Закінчив Національну музичну академію України імені Петра Чайковського з червоним дипломом (клас Романа Майбороди), Оперну студію Нідерландів (Амстердам).
За роки навчання удосконалив свою англійську, вивчив німецьку, вільно розмовляє італійською, вчить французьку.
Співає з дитинства. Займається плаванням, фітнесом, ходить до тренажерного залу, багато гуляє та просто ходить. П'ять років присвятив баскетболу.

### Творчий шлях
2010 рік  — дебют у Консертгебау (Амстердам), Alte Oper Frankfurt і Королівському Альберт-холі (Лондон).
2012 рік  — дебют у Королівській опері Нідерландів (опера «Сказання про невидимий град Кітєж і діву Февронію» М. Римського-Корсакова.)
2013 року учасник традиційного австрійського проекту «Молоді співаки» (Зальцбурзький фестиваль) у постановках «Дон Карлос» Джузеппе Верді, «Викрадення із сералю» В. А. Моцарта.
2014 року прийнятий до складу солістів Франкфуртської опери. Перша роль — Марсель з «Богеми». На фестивалі Дж. Россіні в Пезаро виконував партію Дона Альваро в опері «Подорож до Реймса».
Виступав у концертах камерного оркестру «Camerata Salzburg». Виконував провідні моцартівські партії Гульєльмо, Папагено, Дон Жуан, Граф Альмавіва, а також романтичні ролі: Марсель з «Богеми» Дж. Пуччіні, Дандіні з «Попелюшки» Джакомо Пуччіні, Енріко з «Лючія ді Ламмермур» Гаетано Доніцетті, Данило з «Веселої вдови» Ф. Легара, Рікардо з «Пуритан» В. Белліні, Онегін з «Євгенія Онегіна» П. Чайковського.
У 2016 році співав Мазетто і Дон Жуана.
2017 рік — фіналіст престижного вокального конкурсу BBC Cardiff Singer of the World («Співак світу», представляв Україну).
Дебютував у Мічиганському оперному театрі (Євгеній Онегін, Детройт, США), у Вільнюській опері (ґраф Єлецький, «Пікова Дама», Онегін), у Королівському театрі Мадрида (Афрон, «Золотий півник» М. Римського-Корсакова), на оперних фестивалях Operadagen у Роттердамі (Пеллеас, «Пеллеас і Мелізанда» Клод Дебюссі) у Мачераті в знаменитій постановці Даміано Мікелетто (Белькоре, «Любовний напій» Гаетано Доніцетті). Серія концертних дебютів у Філармонії Люксембурга, Brucknerhaus Linz.
Виступав разом з видатними диригентами, зокрема Річард Бонінг, Джонатан Коен, Альберто Дзедда, Бертран де Бійї, Антоніо Паппано, Марк Альбрехт, Густав Кун, Марк Сюстро, Рікардо Фріцца, Пабло Ерас-Касадо, П'єр Джорджіо Моранді, Еркі Пехк. Співпрацював з режисерами Петером Штайном, Девідом Олденом, Дмитром Черняковим, Гарі Купфером.
2019 року задіяний у новій постановці опери Джакомо Пуччіні «Манон Леско» у ролі Леско та нова партія у опері «Принц Гомбурґ» Г. В. Генце.

### Основні оперні партії
- «Біллі Бад» — головна партія;
- Граф Альмавіва («Весілля Фігаро» В. А. Моцарта);
- Ґульєльмо («Так чинять усі» В. А. Моцарта);
- Дон Альваро («Подорож до Реймса»);
- («Дон Жуан» В. А. Моцарта) — головна партія;
- Дандіні («Попелюшка» Джакомо Пуччіні);
- Данило («Веселої вдови» Ф. Легара);
- Енріко («Лючія ді Ламмермур» Гаетано Доніцетті);
- («Євгеній Онєгін» П. Чайковського) — головна партія;
- Марсель («Богема» Дж. Пуччіні);
- Нед Кін («Пітер Ґраймс» Б. Бріттена);
- Онегін («Євгеній Онегін» П. Чайковського);
- Омара («Облога Коринфа», 2017 рік);
- Плутон («Орфей» К. Монтеверді);
- Рікардо («Пуритан» В. Белліні);
- Сід («Альберт Геррінґ» Б. Бріттена);
- Леско («Манон Леско» Джакомо Пуччіні).